# شب‌دوست گرنت
شب‌دوست گرنت(نام علمی: Galago granti) نام یک گونه از سرده شب‌دوست کوچک است.